# Michel Ferdinand d'Albert d'Ailly
Pour les articles homonymes, voir d'Albert.
Michel Ferdinand d'Albert d'Ailly, 5e duc de Chaulnes (1744), est un officier, astronome et physicien français, né à Versailles, paroisse Notre-Dame, le 31 décembre 1714 et mort à Paris, paroisse Saint-Jacques-du-Haut-Pas, le 23 septembre 1769.

## Biographie

### Un officier au service du Roi
Fils de Louis Auguste d'Albert d'Ailly (1676-1744), 4e duc de Chaulnes, maréchal de France, et de Marie Anne Romaine de Beaumanoir Lavardin, Michel Ferdinand d'Albert d'Ailly est, dans sa jeunesse, destiné à l'état ecclésiastique. La mort successive de ses deux frères aînés fait de lui, en 1731, l'héritier de sa branche de la Maison d'Albert. Il reçoit alors le titre d'attente de duc de Picquigny, avant d'être investi, à la mort de son père en 1744, de celui de duc de Chaulnes.
Il entre en 1731 aux mousquetaires, puis, en 1733, aux chevau-légers de la Garde. En 1733, il sert au siège de Kehl, en 1734 à celui de Philipsbourg, en 1735, il commande à l'Armée du Rhin. Il est promu en 1740 brigadier des armées du Roi, puis en 1743 maréchal de camp. En 1742, il participe à la campagne de Bohème, en 1743 il sert à l'Armée des Flandres. En cette même année, il est blessé à la bataille de Dettingen et reçoit la croix de chevalier de Saint Louis.
Durant l'année 1744, il perd son beau-frère et son père, en juillet et novembre. En mai 1745, c'est sa mère qui meurt.
Il sert aux sièges de Menin, Ypres, Furnes, se trouve à l'affaire d'Augenheim et au siège de Fribourg.
En 1745, il sert à la bataille de Fontenoy, en 1746 au siège de Namur, aux batailles de Raucoux et de Lawfeld.
Il est ami de la marquise de Pompadour, qui le reçoit à Versailles avec le roi Louis XV et favorise sa carrière.
Lieutenant général en Bretagne de 1747 à 1753, il dépense sans compter sur sa bourse personnelle pour représenter la Couronne.
Commissaire du Roi aux États de Bretagne en 1750, il parvient à faire accepter un nouvel impôt, le vingtième, par cette assemblée.
Il commande les Chevau-légers de la Maison du Roi à la suite de la démission de son père, en février 1735, jusqu'à sa mort. Il est lieutenant général des Armées du Roi Louis XV (1748), pair de France, chevalier des Ordres du Roi (1751).
En 1752, il devient gouverneur et lieutenant général pour le roi en la province de Picardie, Artois et pays reconquis, gouverneur des ville et citadelle d'Amiens et de Corbie jusqu'en 1764.
Depuis la mort de son frère aîné, en 1731, il est en outre Vidame d'Amiens.

### Un scientifique
Astronome et physicien, il s'intéresse particulièrement aux instruments scientifiques. Il emploie une grande partie de son revenu à faire construire des instruments et à former des collections. Il partage cette passion avec son beau-frère, Joseph Bonnier de La Mosson, jusqu'à la mort de celui-ci, en 1744.
Son cabinet renferme une prodigieuse quantité d'objets rares et curieux recueillis en Égypte, Grèce ou Chine, des vases étrusques de toutes les formes, des bronzes antiques et des échantillons d'histoire naturelle.
Il fait installer dans son château de Chaulnes un observatoire, qu'il fait visiter à ses amis.
Lorsque les physiciens abandonnent les machines électrostatiques à globe de verre, de soufre ou de résine, pour adopter les plateaux de verre, le duc de Chaulnes fait construire la plus grande machine qu'on ait encore vue. Il l'utilise à reproduire, pour la première fois en France, tous les effets de la foudre.
Il est reçu, en 1743, membre de l'Académie des sciences, dont il sera élu président à trois reprises, en 1746, 1750 et 1759. En 1745, il publie un mémoire contenant des expériences relatives à un article, qui fait le commencement du 4e livre de l'Optique d'Isaac Newton, et qui lui font découvrir les particularités de la diffraction des rayons lumineux réfléchis par un miroir concave et interceptés par un carton percé au milieu. Il présente en 1765 un demi-cercle astronomique muni de deux lunettes achromatiques.
Vers 1751, il invente un nouveau modèle de microscope qu'il fait construire en Angleterre et dont il fait publier la description, illustrée de plusieurs planches. Le nom de Chaulnes est donné à ce microscope, dont une dizaine d'exemplaires sont actuellement connus. L'exemplaire personnel du duc de Chaulnes se trouve aujourd'hui au Musée des Arts et Métiers, à Paris. Ce modèle de microscope se caractérise tant par son perfectionnement mécanique, que par l'élégance de son armature en bronze ciselé et doré.
Vers 1756, le duc de Chaulnes contribue à concevoir l'aménagement du Cabinet de curiosités du Roi Louis XV, que ce dernier fait aménager aux abords de son château de La Muette, près de Paris. À cet effet, il présente à Louis XV dom Nicolas Noël, moine bénédictin de l'Abbaye Saint Germain des Prés et concepteur en particulier, d'un télescope monumental, que Louis XV charge de diriger ce cabinet de curiosités, jusqu'à sa mort (1774).
Il a, le premier, l'idée de la fabrication des eaux minérales factices.
Il est parmi les actionnaires de la compagnie des mines de Montrelais, l'une des premières de France pour l'extraction du charbon et la deuxième à utiliser, dès 1752, les machines à feu de Thomas Newcomen.
Il constitue une importante bibliothèque, répartie entre Paris et Chaulnes, qui sera dispersée aux enchères après sa mort et dont la vente donne lieu à l'impression d'un catalogue. Le catalogue de la partie parisienne de la bibliothèque compte 276 pages pour 3 943 numéros, celui de la bibliothèque de Chaulnes, 52 pages pour 1 105 numéros.
L'éloge du duc de Chaulnes est dans le volume de 1769 du recueil de l'Académie des Sciences.

### Entre Paris et la Picardie
A Paris, le duc de Chaulnes et son épouse habitent l'hôtel de Vendôme, rue d'Enfer, aujourd'hui 60-64 boulevard Saint-Michel, à côté des jardins du Luxembourg, où ils sont locataires, par bail emphytéotique, dans un ensemble immobilier de rapport appartenant aux chartreux.
C'est là qu'est conservée la plus grande partie de la bibliothèque et des instruments scientifiques du duc, le reste se trouvant à Chaulnes. C'est là aussi que sont menées nombre de ses expériences scientifiques.
Avant même de devenir gouverneur de Picardie et d'Artois, le duc de Chaulnes tire parti de son influence à la Cour pour favoriser les institutions qu'il juge utiles à sa province. C'est ainsi qu'il obtient du roi Louis XV, en 1750, des lettres patentes fondant officiellement l'Académie des Sciences, des Lettres et des Arts d'Amiens. À cet effet, cette Académie, toujours existante, le choisit pour protecteur.
Il est aussi, notamment, le protecteur de la Société de Musique d'Amiens et celui de l'Almanach de Picardie, publié par le Père Daire, dont la page de titre de chacune des éditions parues jusqu'en 1769 comporte une dédicace à son endroit.
En Picardie, il réside principalement à Chaulnes, où, après la mort de son père, il fait procéder à des embellissements. Un grand commun est édifié en brique et pierre sur la gauche de l'avant-cour du château. Il fait reconstruire l'église paroissiale de Chaulnes, dans un élégant style néo-classique, aussi en brique et pierre.
Au début des années 1760, il fait redessiner à l'anglaise, une partie du parc français de Chaulnes et y fait construire une fabrique en forme de temple à l'imitation de l'antique,.
À cette époque, le château de Picquigny reçoit, de temps à autre, la visite de ses maîtres, mais apparaît comme relativement délaissé .

### Mariage et descendance

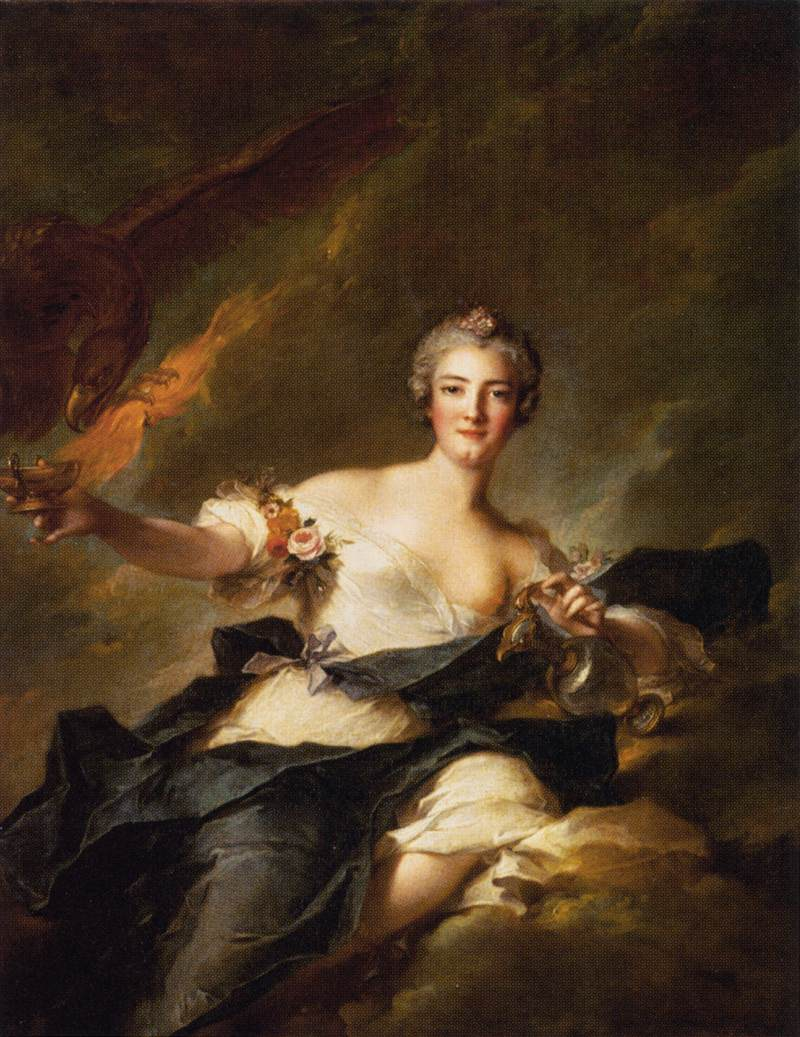
Portrait d'Anne-Josèphe Bonnier de La Mosson,
duchesse de Chaulnes en Hébé
1744 par Jean-Marc Nattier
Paris, musée du Louvre

Michel Ferdinand d'Albert d'Ailly épouse à Asnières-sur-Seine le 23 février 1734, Anne Josephe Bonnier, dame du palais de la reine Marie Leczynska.
Veuve, elle se remarie avec Martial de Giac et meurt à Paris, paroisse Saint-Jacques-du-Haut-Pas, le 4 décembre 1782, âgée de 64 ans et 8 mois.
Elle est la fille de Joseph Bonnier de la Mosson, trésorier des États de Languedoc, et d'Anne de Melon.
Héritière d'une des plus grosses fortunes de l'époque, elle est la sœur de Joseph II Bonnier de la Mosson, dont le cabinet de curiosités scientifiques était renommé.
Dans les années 1750, elle est la protectrice de l'abbé de Boismont, prédicateur ordinaire du Roi, dont elle favorise en particulier l'élection à l'Académie Française en 1755.
De 1758 à 1769, la duchesse de Chaulnes possède, à Paris, l'hôtel de Clermont, 69 rue de Varenne,. De 1755 à 1767, elle possède aussi en Normandie le château et le marquisat de La Mailleraye.
Le portrait du duc de Chaulnes et celui de son épouse ont, l'un et l'autre, été peints par Nattier et se trouvent aujourd'hui au musée du Louvre. Le duc est représenté en Hercule , la duchesse en Hébé. Ces deux portraits furent exposés au Salon, respectivement en 1747 et 1745. Joseph Bonnier de La Mosson, frère de la duchesse, et son épouse, furent également portraiturés par Nattier, tout comme Marie Sophie de Courcillon, veuve en premières noces de Charles François d'Albert d'Ailly, belle-sœur du duc de Chaulnes, alors remariée au duc de Rohan-Rohan, prince de Soubise. Ces cinq effigies, peintes à l'huile sur toile, firent partie de la rétrospective Nattier, présentée à Versailles fin 1999-début 2000.
Tous deux ont un fils :
- Marie Joseph Louis d'Albert d'Ailly, duc de Picquigny et vidame d'Amiens (1762), 6e duc de Chaulnes (1769). Né à Chaulnes le 18 novembre 1741, il y meurt le 23 octobre 1792. Enfant, il est fiancé par ses parents à la fille de Madame de Pompadour, Alexandrine Le Normant d'Etiolles, mais elle meurt en 1744 à l'âge de 9 ans. Il épouse à Dampierre (Yvelines) le 23 mai 1758, sa cousine Marie Paule Angélique d'Albert de Luynes, dame du Palais de la Reine, fille de Marie Charles Louis d'Albert, duc de Luynes et de Chevreuse, pair de France, et de sa seconde épouse, Henriette Nicole d'Egmont Pignatelli. Elle meurt à Paris, paroisse Saint-Sulpice, le 17 novembre 1781.

### Publications
- Nouvelle Méthode pour diviser les instruments de mathématiques, dans la Description des arts et métiers, publiée par l'Académie des sciences, 1768, in-fol. de 44 p. avec 15 planches, lire en ligne ;
- Description d'un microscope et de différents micromètres destinés à mesurer des parties circulaires ou droites avec la plus grande précision sur Google Livres, Paris, 1768, in-fol. de 18 p. avec 6 planches. Par cette méthode, le duc de Chaulnes était parvenu à obtenir, d'un quart de cercle de onze pouces de rayon, presque la même précision que donnait le quart de cercle de six pieds qui était à l'Observatoire. Il avait déjà donné les principes de ce travail dans un mémoire publié en 1755.

On a aussi de lui :
- quelques pièces dans le Journal de Physique ;
- six mémoires dans le recueil de l'Académie des sciences ;
- un mémoire, qui est son dernier ouvrage, sur une nouvelle machine parallactique, plus solide et plus commode que celles dont on s'était servi jusqu'alors.
- Catalogue des plantes usuelles avec une explication des principaux termes de Botanique, pour servir d'introduction aux démonstrations commencées dans le Jardin de Botanique le 27 juin 1754, sous les auspices de Mgr le duc de Chaulnes, gouverneur général de Picardie, Artois etc & Protecteur de l'Académie des Sciences d'Amiens, MDCCLIV (1754), Amiens, chez la Veuve Godard, imprimeur du Roi, de Mgr le Duc de Chaulnes & de l'Académie.

## Pour approfondir

### Biographie et sources
- Jean-Paul Grandjean de Fouchy, Éloge de M. le duc de Chaulnes, dans Histoire de l'Académie royale des sciences - Année 1769, Imprimerie royale, Paris, 1772, p. 180-188 (lire en ligne)
- Christophe Levantal, Ducs et pairs et Duchés-pairies laïques à l'époque moderne (1519-1790), 1996, Paris, Maisonneuve & Larose, p. 511-519 et 841-842.  (ISBN 2-7068-1219-2)
- « Michel Ferdinand d'Albert d'Ailly », dans Louis-Gabriel Michaud, Biographie universelle ancienne et moderne : histoire par ordre alphabétique de la vie publique et privée de tous les hommes avec la collaboration de plus de 300 savants et littérateurs français ou étrangers, 2e édition, 1843-1865 [détail de l’édition]
- Louis Grasset-Morel, Les Bonnier, ou Une famille de financiers au XVIIIe siècle, 1886, Paris, E. Dentu, 326 p., p. 156 à 222, lire en ligne